# Ormosia pirinensis
Ormosia pirinensis là một loài ruồi trong họ Limoniidae. Chúng phân bố ở miền Cổ bắc.